# Dogor Gunt
Dogor Gunt é uma cidade do Afeganistão, localizada na província de Badaquexão.